# JNR-Klasse 860
Die JNR-Klasse 860 (jap. 国鉄860形(蒸気機関車) kokutetsu 860-gata (jōki kikansha), dt. „(Dampflokomotive der) Staatsbahn-Klasse 860“) war eine japanische Tenderlokomotive. 1893 fertiggestellt war sie die erste im Inland produzierte Dampflokomotive Japans. Hersteller waren die Kōbe-Werke der Eisenbahnbehörde des Kommunikationsministeriums (Teishin-shō), die als Vorläufer des Eisenbahnministeriums für den Betrieb der staatlichen Eisenbahnen (engl. Japanese Government Railways, JGR; später als Staatsbahn Japanese National Railways, JNR) zuständig war.

## Entwicklung
Die Klasse 860 wurde im Mai 1893 (Meiji 26) in den Kōbe-Werken fertiggestellt. Sie war eine zweizylindrige Verbunddampflokomotive und hatte die Achsfolge 2-4-2 (1B1).
Die Aufsicht über die Planung und Konstruktion der Lokomotive hatte im Wesentlichen der Eisenbahninspekteur (汽車監察方, kisha-kansatsukata; engl. Locomotive Superintendent) des Eisenbahnamts Kōbe (Kōbe tetsudōkyoku), einem Regionalbüro der Eisenbahnbehörde. Die Position wurde damals von dem Engländer Richard Francis Trevithick, einem Enkel von Richard Trevithick, bekleidet, der zusammen mit seinem Bruder Francis Henry als „Kontraktausländer“ 1888 nach Japan geholt worden war. Trevithick hatte bereits in England einen Prototyp einer Verbunddampflokomotive entwickelt. Zusammen mit den beiden japanischen Ingenieuren Mori Hikozō (森彦三) und Ōta Yoshimatsu (太田吉松) begann er im Oktober 1892 mit der Konstruktion. In den Kōbe-Werken arbeiteten ausschließlich japanische Techniker; die Bauteile waren aber nur zu einem geringen Teil im Inland hergestellt und stammten zu einem großen Teil aus dem Vereinigten Königreich.
Die Mehrheit der Bauteile für die wichtigen Teile der Lokomotive – Achsen, Kessel oder Zylinder – wurden aus England importiert. Die Montage und die Herstellung einiger Eisen- und Messingteile erfolgte in den Kōbe-Werken.
Die Konstruktionspläne der 860 basierten auf der zur gleichen Zeit als Standard genutzten importierten A8 (Klasse 400). Die äußeren Dimensionen sind fast identisch. Allerdings hatte der vordere untere Teil des Kessels mit der Rauchkammer eine charakteristische fächerartige Form, die auch spätere Konstruktionen Trevithicks in den Kōbe-Werken beeinflusste.

## Einsatzgeschichte
Nach der Fertigstellung wurde die Lokomotive zunächst als „Klasse AE (221)“ (AE形(221)) auf der Strecke zwischen Kyōto und Kōbe eingesetzt – ein Teilstück der späteren Tōkaidō-Hauptlinie –, wobei Vergleichstests mit anderen Lokomotiven der Achsfolge 2-4-2 (1B1) durchgeführt wurden. Dabei fuhr sie nach dem gleichen Fahrplan wie die 1890 von Nasmyth Wilson and Co. hergestellte Nr. 179 der Klasse L (JNR-Klasse 500) und die Nr. 88 (Klasse L, 1888 von Nasmyth Wilson), die später in langfristigen Nutzungstests am besten abschnitt. Die Tests ergaben eine Kohleeinsparung zwischen 10 und 15 Prozent.
Trotz dieses Vorteils wurde die Entwicklung von Verbunddampflokomotiven bei den staatlichen Eisenbahnen nicht weitergeführt. Effektiv genutzt wurden sie nur bei der San’yō Tetsudō auf der später staatlichen San’yō-Hauptlinie, die importierte Vauclain-Verbunddampflokomotiven (JNR-Klasse 8450) einsetzte.
Die Klasse 860 wurde 1894 als Lokomotive Nummer 137 designiert und 1898 von der Eisenbahnabteilung des Kommunikationsministerium als Klasse A9 (A9形) klassifiziert. 1902 wurde sie mit der Klasse A8 (JNR-Klasse 400, 500, 600, 700) zu einer Gruppe zusammengefasst und als 885 nummeriert. 1909 wurde sie in der Klassifizierung des Eisenbahnamtes zur Klasse 860.
Im Jahr 1918 stellte die 860 ihren Betrieb auf den Hauptinseln ein und wurde zur Karafuto-chō Tetsudō transferiert und dort bis März 1929 an der Ostküste von Karafuto (Sachalin) eingesetzt. Dort wurde sie vermutlich zerlegt – ihr Verbleib ist nicht überliefert.